# Jova Levente
Jova Levente (Orosháza, 1992. január 30. –) magyar labdarúgó, a Vasas kapusa.

## Pályafutása

### Klubcsapatokban
Labdarúgó-pályafutása szülővárosában kezdődött, 2002-ben lett a Békéscsabai Utánpótlás-nevelő Futball Club igazolt játékosa. Az itt töltött öt év alatt megfordult a Nagyszénás SE korosztályos csapatában, illetve a Gyula Kinder-ben is. 2007-ben igazolta le az MTK, így az agárdi Sándor Károly Labdarúgó Akadémián pallérozódhatott. Meghívást kapott, majd pályára lépett a korosztályos utánpótlás válogatottakban.

#### Ferencváros
A kimagasló teljesítmény nyújtó ifjú kapusra a Ferencváros szakmai stábja Kakas László kapusedző javaslatára figyelt fel. Teljesítményével elnyerte Prukner László szakmai igazgató bizalmát is, így 2010 nyarán a patinás zöld-fehér egyesülethez igazolt.
A Ferencváros tartalékcsapatában a 2010. augusztus 14-i, Bajai LSE elleni másodosztályú bajnoki mérkőzésen lépett pályára először, és a két gólos vereség ellenére Lipcsei Péter vezetőedző elismerően nyilatkozott az ifjú hálóőrről. A zöld-fehér egyesület felnőtt csapatában 2011. február 16-án mutatkozott be egy Szombathelyi Haladás elleni ligakupa-mérkőzésen. A találkozó 1–1-es döntetlennel zárult.
A 2011–12-es bajnoki év első edzőmérkőzésén a második félidőben jutott szerephez, és 2–1-es győzelemmel zárult találkozón védte csapata hálóját a szlovák első osztályú dunaszerdahelyi alakulat, a DAC ellen. Eztán Jova lett a Fradi első számú kapusa két éven keresztül, ám Dibusz Dénes a Pécstől való érkezése után háttérbe szorult és csak a Liga-kupában kapott szerepet.
A 2015–2016-os bajnokságban és a kupában is élen végzett csapatával, de előbbi sorozatban csak kétszer kapott lehetőséget. 2016 nyarán felvetődött a távozása, azonban ekkor még maradt a fővárosi zöld-fehéreknél. 

#### Soroksár
2017 januárjában fél évre a Soroksár SC-hez került kölcsönbe, ahol 18 mérkőzésen lépett pályára.

#### Nyíregyháza
2017 nyarán a Nyíregyháza Spartacus szerződtette. Három bajnoki idényben védett, 84 mérkőzésen szerepelt, és a 2019–2020-as idényben 5 gólt is szerzett.

#### Vasas
2019. december 30-án a Vasas FC bejelentette, hogy szerződtette Jova Leventét, aki 2024 nyaráig szóló szerződést írt alá. A 2019/20-as NBII-es bajnokság tavaszi szezonjában a Vasas remekelt, 6 veretlen mérkőzés után az MTK tudta megállítani őket. A bajnokságot az MLSZ lezártnak nyilvánította a koronavírus miatt, így soha nem derül már ki, hogy a Vasas a 7 pontos hátrányt le tudta-e volna dolgozni az utolsó 9 meccsen. Pozitív dolog a szurkolóknak, a tavaszi szezon során 16 pontot szerző Vasas az első helyen tartózkodott a tavaszi tabellán.

### A válogatottban
Többszörös utánpótlás válogatott, Róth Antalnál az U21-es válogatott alapembere volt.

## Sikerei, díjai

### Klubcsapatokban
Ferencváros
- Magyar bajnok: 2016
- Magyar ligakupa-győztes: 2013; 2015
- Magyar első osztály-bronzérmes: 2014
- Magyar kupa-győztes: 2015, 2016
- Magyar első osztály-ezüstérmes: 2015
- Magyar szuperkupa-győztes: 2015

 Vasas
- Magyar másodosztályú bajnok: 2021–22